# Thomas Rug
Thomas Rug (* 11. August 1953 in Bad Salzungen) ist ein deutscher Zeichner, Grafiker und Maler und war Hochschullehrer.

## Leben und Werk
Rug absolvierte die Erweiterte Oberschule. Nach dem Abitur studierte er von 1972 bis 1978 an der Hochschule für industrielle Formgestaltung Halle-Burg Giebichenstein, ab 1976 Grafik bei Frank Ruddigkeit. Nach dem Diplom machte er bis 1980 ein Zusatzstudium Malerei. Von 1980 bis 1988 arbeitete Rug in Weimar freiberuflich als Maler und Grafiker. Neben der freien künstlerischen Tätigkeit übernahm er auch Auftragsarbeiten, so 1980 in der damaligen Käthe-Kollwitz-Oberschule ein Wandbild Jugend und Massenmedien (Acrylfarbe auf Putz, 3,50 × 3 m).
1988 zog Rug nach Halle/Saale. Dort hatte er von 1988 bis 1992 an der Burg einen Lehrauftrag und von 1993 bis zur Emeritierung 2018 eine Professur für Grafik. Er war an der Burg einer der bedeutendsten Grafik-Lehrer der letzten Jahrzehnte. 2019 ehrte die Kunststiftung des Landes Sachsen-Anhalt ihn mit einer großen Ausstellung von Arbeiten seiner Schülerinnen und Schüler.
Als bildender Künstler ist Rug vor allem Zeichner und Grafiker, daneben auch Maler. Er gelangte seit Mitte der 1990er Jahre zu einem eigenen, unverwechselbaren, technisch meisterhaften Stil, in dem sich reale und surreale Bildwelten miteinander verbinden.
Rug war von 1981 bis 1990 Mitglied des Verbands Bildender Künstler der DDR.

## Ehrungen
- 2011: Kunstpreis des Landes Sachsen-Anhalt
- 2023: Hallescher Kunstpreis[2]

## Rezeption
„Rug ist ein großer Erzähler in Bildform. Seine Zeichnungs- und Grafik-Zyklen sind mit der Detailfülle von Romanen vergleichbar, zugleich durchdringt die meisten Blätter stets auch ein Hauch feiner Poesie. In den detailreichen Arbeiten in zum Teil sehr kleinen Formaten spielt das Moment der Sehlust eine zentrale Rolle.“
Ulf Dräger

## Museen und Öffentliche Sammlungen mit Werken Rugs (unvollständig)
- Arnstadt: Schlossmuseum Arnstadt[4]
- Nürnberg: Graphische Sammlung des Germanischen Nationalmuseums[4]

## Werke (Auswahl)

### Zeichnungen
- Zwei Arten, weißen Blues zu spielen (1984, Kreide)[5]

### Buchillustrationen
Künstlerbücher
- Edgar Allen Poe: The Raven. The Paperstudio John Gerard, Rheinbach, 1997
- Günter Kunert: Grabrede. Verlag Thomas Reche, Passau, 2004
- Wole Soyinka: Ogum Abibiman (Gedichtzyklus). Verlag Thomas Reche, Neumarkt in der Oberpfalz, 2007[6]

Weitere
- Vilém Závada. Poesiealbum 165, Verlag Neues Leben, Berlin, 1981 (Umschlagvignette und Innengrafik)

### Publizierter Essay Rugs
- Christian Weihrauch – Ich bin Zeichner. In: Graphische Kunst; 1999, Seite 49–51

## Ausstellungen (unvollständig)

### Personalausstellungen
- 1982: Erfurt, Galerie erph
- 1982: Suhl, Galerie im Steinweg (mit Jost Heyder und Petra Pfeufer)
- 1984: Weimar, Galerie im Cranachhaus
- 2002: Dresden, Leonhardi-Museum (mit Bruno Raetsch)
- 2003: Bernau, Galerie der Bildenden Künste
- 2009: Halle/Saale, Galerie Zaglmaier („Forsthyperbel-Geröll“)
- 2011: Halle/Saale, Galerie der Burg Giebichenstein Kunsthochschule
- 2014: Halle, Kunstforum („Transportmeteorit. retrospektiv“)[7]
- 2018: Halle/Saale, Burggalerie im Volkspark („Fassadenschwindel“; mit Ulu Braun und Claas Gutsche)[8]
- 2023: Halle, Literaturhaus Halle („ACROSS THE UNIVERSE – Zeichnungen“)[9]

### Beteiligung an Ausstellungen
- 1979 und 1984: Erfurt, Bezirkskunstausstellungen
- 1979: Berlin, Ausstellungszentrum am Fernsehturm („Buchillustrationen in der DDR. 1949 – 1979“)
- 1980: Frankfurt/Oder, Sport- und Ausstellungszentrum („Junge Künstler der DDR“)
- 1981: Erfurt („Junge Künstler des Bezirks Erfurt“)
- 1983: Leipzig, Messehaus am Markt („Kunst und Sport“)
- 1984: Berlin, Neue Berliner Galerie im Alten Museum („Junge Künstler DDR“)
- 1986: Magdeburg, Kloster Unser Lieben Frauen („Grafik in den Kämpfen unserer Tage“)
- 1986/1987: Suhl („Das sicher sei, was uns lieb ist“. Ausstellung zum 40. Jahrestag der Gründung der Grenztruppen der DDR)
- 1986: Berlin u. a. Städte („100 ausgewählte Grafiken“)
- 1987/1988: Dresden, Kunstausstellung der DDR